# ルイ3世 (モンパンシエ公)

モンパンシエ公の紋章

モンパンシエ公ルイ3世（Louis III de Bourbon-Vendôme, duc de Montpensier, 1513年6月10日 - 1582年9月23日）は、フランスの血統親王（prince du sang）。ユグノー戦争における国王軍の指揮官の一人で、強硬派として知られた。

## 生涯
ラ・ロシュ＝シュル＝ヨン公ルイとモンパンシエ女公ルイーズ（モンパンシエ伯ジルベールの娘）の間に生まれた。フランス元帥であったブルボン公シャルル3世の甥にあたったが、シャルル3世はフランス王フランソワ1世と敵対し、所領を没収された。
1536年にアンヌ・ド・モンモランシーの指揮下で、ルイはカール5世からプロヴァンスおよびアルトワを守った。
1538年、バル＝シュル＝セーヌ女伯ジャクリーヌ・ド・ロンウィと結婚した。ジャクリーヌはパニー男爵ジャン4世・ド・ロンウィと、フランス王フランソワ1世の庶出の姉ジャンヌとの間の娘であった。ルイの結婚に際して、フランソワ1世はルイの祖父ジルベールのものであったモンパンシエ伯領（この時に公領となる）、フォレ伯領およびボージュー伯領をルイの母ルイーズに与えた。1543年にはルイはオーヴェルニュのドーファン領も獲得した。
ルイはカール5世との戦いに数多く参加した。1557年、サン＝カンタンの戦いにおいて、乗っていた馬を殺され、ルイ自身は捕虜となった。
ルイは妻ジャクリーヌの王妃カトリーヌ・ド・メディシスに対する影響力を利用した。1560年の夏の間に、ルイはトゥーレーヌ、アンジューおよびメーヌの総督となった。1560年8月、ルイはプロテスタントの反乱の鎮圧を指揮した。また、同年12月に、フランソワ2世はルイをドンブ公（prince souverains de Dombes）とした。
ルイと異なり、妻ジャクリーヌはプロテスタントに同情的であった。1561年、妻ジャクリーヌが死去、同年に母ルイーズも死去したためモンパンシエ公位を継承し、ルイはユグノーに対する最も強硬的な敵対者となり、自身の子供たちをも迫害した。そのあまりの非情さゆえに自身の部下からも嫌われた。1563年には、アングレームおよびコニャックを制圧した。
1569年、ジャルナックの戦いに参加し、ブルターニュ総督に任ぜられた。翌年には、ギーズ公アンリ1世およびマイエンヌ公シャルルの姉妹カトリーヌと再婚した。サン・バルテルミの虐殺にも賛同し、1575年にはポワトゥーでプロテスタントと戦い、虐待を行った。

## 子女
ジャクリーヌ・ド・ロンウィとの間に以下の子女をもうけた。
- フランソワーズ（1539年 - 1587年） - 1559年にブイヨン公・スダン公アンリ＝ロベール・ド・ラ・マルクと結婚
- アンヌ（1540年 - 1572年） - 1561年にヌヴェール公フランソワ2世と結婚
- ジャンヌ（1541年 - 1620年） - ポワティエ女子修道院長（1570年）およびジュアール女子修道院長（1573年）
- フランソワ（1542年 - 1592年） - モンパンシエ公
- シャルロット（1547年 - 1582年） - ジュアール女子修道院長、1575年にウィレム1世と結婚
- ルイーズ（1548年 - 1586年） - ファルムティエおよびジュアール女子修道院長